# Álvaro Negredo
Álvaro Negredo Sánchez (* 20. August 1985 in Madrid) ist ein spanischer Fußballspieler. Er steht aktuell bei Real Valladolid unter Vertrag.

## Spielerkarriere
Álvaro Negredo startete seine Karriere als Fußballer beim Drittligisten Rayo Vallecano, für dessen Jugend er bereits spielte. In der Saison 2003/04 rückte er dort ins B-Team auf. Als er 2004/05 in 15 Spielen 14 Tore erzielte, wurde er erstmals in die erste Mannschaft berufen, welche damals in der drittklassigen Segunda División B spielte. In den ersten zwölf Spielen erzielte Negredo ein Tor und wurde anschließend vom Zweitligisten Real Madrid Castilla, dem B-Team des spanischen Rekordmeisters Real Madrid, verpflichtet. In der Saison 2005/06 erzielte er vier Tore. In der Spielzeit 2006/07 gelang ihm mit 18 Saisontoren der Durchbruch, das B-Team der „Königlichen“ allerdings stieg ab.
Im Sommer 2007 wurde Negredo vom Erstliga-Aufsteiger UD Almería verpflichtet. Real Madrid sicherte sich eine Rückkaufoption für den Stürmer. Bei den Andalusiern konnte Negredo auf Anhieb überzeugen. Ausgerechnet gegen seinen Ex-Club traf Negredo beim 2:0-Heimsieg von Almería am 2. Februar 2008. Im Sommer 2009 machte Real Madrid von der Rückkaufoption Gebrauch, transferierte Negredo aber noch vor Saisonbeginn für 15 Millionen Euro zum FC Sevilla. Bei Sevilla entwickelte sich Negredo in den folgenden vier Jahren zu einem der besten Stürmer der Liga und wurde Nationalspieler. Insgesamt bestritt er für Sevilla 139 Erstligaspiele und erzielte 70 Tore.
Zur Saison 2013/14 wechselte Negredo für 25 Millionen Euro zu Manchester City in die Premier League. Mit Sergio Agüero bildet der Spanier eines der gefährlichsten Sturmduos der Premier League.
Am 1. September 2014 wechselte Negredo auf Leihbasis mit Kaufoption zum FC Valencia. Nach 30 Ligaspielen, in denen Negredo fünf Tore erzielte, wurde er zur Saison 2015/16 fest verpflichtet. Für die Spielzeit 2016/17 wurde er an FC Middlesbrough ausgeliehen.
Zur Saison 2017/18 wurde er vom amtierenden türkischen Meister Beşiktaş Istanbul als Nachfolger des abgewanderten Mario Gómez verpflichtet. Nach seinem Wechsel konnte er sich jedoch gegenüber Cenk Tosun nicht durchsetzen und wurde als Ergänzungsspieler eingesetzt. Mit seinem Verein verfehlte er zwar die Titelverteidigung in der türkischen Liga, erreichte aber mit ihr das Achtelfinale der Champions League. Da der Verein aber mit dem 4. Tabellenplatz in der Saison 2017/18 die Teilnahme an der Champions League verfehlte und damit in der Saison 2018/19 mit weniger Einnahmen auskommen musste, entschied die Vereinsführung, sein Budget zu verkleinern. Infolgedessen legte sie auch Negredo, der zu den meistverdienenden im Kader zählte, einen Wechsel nahe. So wurde er auch in die Saisonvorbereitungen nicht involviert. Nachdem aber zum Saisonstart kein Wechsel zustande gekommen war und Beşiktaş die abgewanderten Stürmer Talisca und Cenk Tosun ersetzen konnte, wurde Negredo doch in den Kader aufgenommen und vom Trainer eingesetzt. So erzielte er in der Partie gegen LASK ein Tor in der Nachspielzeit und sicherte Beşiktaş damit die Teilnahme an der Europa League.
Mitte September 2018 wechselte er zu Al-Nasr SC. Bereits Mitte Januar 2019 verließ er den Verein wieder. Im August 2020 schloss er sich dem FC Cádiz an. Für Cádiz spielte er in den folgenden dreieinhalb Jahren 97-mal in der Primera División und erzielte dabei 16 Tore. Anfang Februar 2024 wurde sein Vertrag in Cádiz einvernehmlich aufgelöst und Negredo wechselte zu Absteiger Real Valladolid in die Segunda División.

### Nationalmannschaft
Negredo debütierte in der spanischen A-Nationalmannschaft am 10. Oktober 2009 im Rahmen der WM-Qualifikation 2010 in Armenien. In seinem zweiten Einsatz am 14. Oktober 2009 erzielte er gegen Bosnien und Herzegowina seine ersten beiden Treffer für sein Heimatland.

## Erfolge
Verein
- Spanischer Pokal: 2009/10
- Englischer Ligapokal: 2013/14
- Englischer Meister: 2013/14
- UAE-Arabian-Gulf-Cupsieger: 2019/20

Nationalmannschaft
- Europameister: 2012

Auszeichnungen
- Zarra-Trophäe: 2010/11, 2012/13